# المحوى (المخادر)

تعديل مصدري - تعديل

المحوى محلة تابعة لقرية الجبانة، التابعة لعزلة السحول بمديرية المخادر إحدى مديريات محافظة إب في الجمهورية اليمنية، بلغ تعداد سكانها 67 حسب تعداد اليمن لعام 2004.